# Margarita Debeljak
Margarita Debeljak, (Sarajevo, 25. siječnja 1905. – Novi Sad, 18. travnja 1989.), hrvatska baletna pedagoginja i skupljačica narodnog blaga iz BiH koja je karijeru napravila u Hrvatskoj, BiH i Vojvodini. Rođena je u Sarajevu. Usavršavala se kod poznatih europskih pedagoga. Poslije je radila s plesnim skupinama u BiH (Banjoj Luci) i Hrvatskoj (Karlovcu). Poslije rata otišla je u Novi Sad gdje je od 1947. predavala u Baletskoj školi. Kao baletna pedagoginja odgojila mnoge poznate baletne umjetnike. Druga velika zanimacija Margarite Debeljak bili su narodni plesovi iz Vojvodine koje je sakupljala i obrađivala. Poznato je djelo u suradnji s Milicom Ilijin Mađarske narodne igre iz Vojvodine.
Osim što je zapisivala i proučavala plesove naroda iz Vojvodine, Margarita Debeljak je proučavala i narodne plesove Hrvata. 1960-ih je zapisala hvarske plesove, a zapisi se čuvaju u arhivu Muzeja hvarske baštine u Hvaru. Istraživala je u suradnji s Nikom Dubokovićem Nadalinijem, također poznavateljem folklora i običaja te osnivačem ondašnjeg Centra za zaštitu kulturne baštine otoka Hvara, a današnjeg Muzeja hvarske baštine.

## Vanjske poveznice
- WorldCat
- Kongresna knjižnica